# Angela Maria Latini
Angela Maria Latini (světským jménem: Serafina Latini; 13. února 1753, Mogliano – 4. ledna 1804, Treia) byla italská řeholnice Řadu svatého Benedikta, mystička a stigmatička.

## Život
Narodila se 13. února 1753 v Moglianu jako dcera potomka šlechticů Giuseppeho Latini a Eufrasie roz. Angelisti. Byla druhým dítětem ze čtrnácti. Tři členové její rodiny se stali kněžími a čtyři řeholnicemi. Jako jedno z nejstarších dětí pomáhala v domácnosti a starala se o své bratry. Již v dětství projevovala známky zbožnosti, poslušnosti a dobročinnosti.
Ve třinácti letech těžce onemocněla a věří se, že byla zázrakem uzdravena na přímluvu blahoslaveného Petra z Mogliana a svatého Benedikta z Nursie. V zjevení jí prozradili, že se má stát řeholnicí.
Jednoho dne, když se modlila před obrazem Madony s dítětem, měla vidění; Ježíš se oddělil od obrazu a pronikl jí do hrudi. V tu chvíly se jí na tomto místě objevila rána, která se celý život nezacelila.
Rozhodla se tedy pro řeholní život, ale trpěla dlouhou dobu odporem rodičů. V osmnácti letech vstoupila do kláštera benediktinek Santa Maria della Pace v Treii. Vynikala skromností, dobrotou a pomáhala potřebným. Podle dochovaných zpráv očitých svědků, mezi kterými byl biskup, její sestry, kněží a místní šlechtici, měla dar proroctví a uzdravovala lidi.
Když jí bylo třicet let, zažila extázi. Během mystické vize se jí objevily na rukou a nohou stigmata.
Zemřela 4. ledna 1804 v pověsti svatosti.

## Proces svatořečení
Její proces svatořečení byl zahájen v diecézi Treia. Roku 1940 a 7. srpna 1945 byly odeslány sepsané dokumenty do Posvátné kongregace obřadů. V současné době probíhá proces v arcidiecézi Camerino-San Severino Marche.